# Miss International Hungary
Nem tévesztendő össze a következőkkel: Miss Hungary, Miss World Hungary, Miss Earth Hungary és Miss Universe Hungary
A Miss International Hungary egy magyar szépségverseny, melynek célja, hogy magyar versenyzőt küldjön a Miss International nemzetközi szépségversenyre. A cím jelenlegi birtokosa Ötvös Brigitta.
Magyarország ötször vett részt a nemzetközi versenyen, ahol a legjobb – és egyetlen – helyezést Ötvös Brigitta érte el 2013-ban, amikor a legjobb öt között végzett.

## Története
A Miss International versenyt először 1960-ban rendezték meg, de magyar versenyző csupán kétszer vett részt rajta, 1991-ben és 2004-ben. 1991-ben a Miss Hungary 1991 verseny győztese, Czuczor Kinga, 2004-ben a Miss Universe Hungary 2004 győztese, Bakos Blanka utazott a rendezvényre, de egyikőjük sem ért el eredményt.
Az első országos versenyt, melynek kifejezetten az a célja, hogy magyar versenyzőt delegáljon a nemzetközi döntőbe, 2011-ben rendezték meg, melyet Virágh Nóra nyert meg.
A nemzetközi versenyen a legjobb magyar eredmény Ötvös Brigittáé, aki 2013-ban a legjobb ötben végzett a Japánban megtartott döntőn.

## Győztesek
| Év   | Győztes        | Életkor és lakóhely | Helyezés a nemzetközi versenyen |
| ---- | -------------- | ------------------- | ------------------------------- |
| 2011 | Virágh Nóra    | 19, Csenger         | -                               |
| 2012 | Kozma Klaudia  | 21, Budapest        | -                               |
| 2013 | Ötvös Brigitta | 21, Sopron          | Top 5                           |
| 2014 | Kármán Dalma   | 19, Tápióbicske     | -                               |
| 2015 | Szunai Linda   |                     | -                               |
| 2016 | Szabó Csillag  | 19, Kalocsa         | -                               |
| 2017 | Hartó Rebeka   |                     | -                               |
| 2018 | Maczkó Frida   |                     | -                               |

Korábbi Miss International-résztvevők:
- 1991 Czuczor Kinga
- 2004 Bakos Blanka

## Versenyek

### 2011
Az első Miss International Hungary versenyre 2011. május 5-től lehetett jelentkezni. Az első elődöntőt június 25-30. között tartották a horvátországi Pagban. Itt az első helyezést Tikos Kitti, a második helyet Hajmási Nóra, a harmadikat Czine Szilvia szerezte meg. A második elődöntőt a siófoki Palace szórakozóhelyen tartották meg július 16-án, az elődöntő győztese Kurucz Bea lett.
A középdöntőt július 30-án rendezték meg, ahonnan a 12 legjobbnak ítélt versenyző jutott tovább a döntőbe.

#### Döntő
A középdöntőből tizenketten jutottak be a döntőbe: Ásványi Eszter, Balázs Dóra, Balavaider Bettina, Bor Laura, Dudik Szonja, Dutka Vivien, Horváth Bianka, Kurucz Bea, Makk Andrea, Pásztor Edina, Takács Kitti, Tikos Kitti és Virágh Nóra.
Balavaider Bettina visszalépett, miután kiderült, túl fiatal a nemzetközi döntőn való részvételhez. Helyére Virágh Nóra került, aki verseny honlapján jelentkező versenyzők közül a legtöbb szavazatot kapta.
A döntőt augusztus 13-án tartották meg egy budapesti szórakozóhelyen.
A győztes Virágh Nóra lett, aki a november 7-én megrendezendő Miss International 2011 versenyen fogja képviselni Magyarországot.
| Dátum               | Helyszín               | Résztvevők száma | Győztes     | 2. helyezett   | 3. helyezett |
| ------------------- | ---------------------- | ---------------- | ----------- | -------------- | ------------ |
| 2011. augusztus 13. | Café del Rio, Budapest | 12               | Virágh Nóra | Horváth Bianka | Makk Andrea  |

Zsűri: Bertók Marianna, Bódi Attila, Bolyki Lilla, Hujber Ferenc, Kasza Tibor, Kustánczi Lia, Nagy Zsolt, dr. Pataki Gergely – a zsűri elnöke, Pintér Adrienn, Erdőhegyi Brigitta
Fellépő: Lakatos Krisztián

### 2012
A 2012. évi verseny döntőjét Budapesten rendezték meg, a Le Bistro-ban. A versenyre 300-an jelentkeztek, közülük húszan kerültek be a döntőbe. A döntő zsűrije öt főből állt. A verseny folyamán a Facebookon leadott szavazatok alapján osztották ki a közönségdíjat.
| Dátum            | Helyszín            | Résztvevők száma | Győztes       | 2. helyezett | 3. helyezett    |
| ---------------- | ------------------- | ---------------- | ------------- | ------------ | --------------- |
| 2012. július 29. | Le Bistro, Budapest | 20               | Kozma Klaudia | Rácz Kitti   | Bódizs Veronika |

Versenyzők: Bódizs Veronika, Kozma Klaudia, Kövesi Zsuzsanna, Rácz Kitti
Zsűri: dr. Pataki Gergely plasztikai sebész, Hajas László mesterfodrász, Kocsis Orsolya modell, Bémer Miklós fotós, Bognár Gergő testépítő világbajnok
Különdíjak:
- Közönségdíj: Kövesi Zsuzsanna

#### A nemzetközi versenyen
Kozma Klaudia 2012. október 21-én vett részt a Miss International 2012 nemzetközi döntőjén Japánban, ahol nem ért el helyezést.

### 2013
2013-tól kezdődően a Miss International licence Magyarországon új tulajdonoshoz került, ennek megfelelően új szervezők, új rendszerben bonyolították le a rendezvényt, ezúttal már nagyobb szabású rendezvénysorozat formájában.
A Miss International Hungary 2013 szépségversenyre februártól folyamatosan lehetett jelentkezni. 5 előválogatón lehetett továbbjutni az elődöntőbe. Az előválogatók 5 különböző helyszínen kerültek megrendezésre Budapesten, Szegeden és Székesfehérváron.
Az előválogatókon a döntőtől eltérő zsűri döntött a továbbjutókról: dr. Gáll Szabolcs, Bencsik Tamara énekesnő, dr. Márton Beatrix modell ügynökség tulajdonos, Rippel Ferenc és Rippel Viktor világrekorder artisták, Németh Dorottya fitneszvilágbajnok, Czeglédi Tamás marketingszakember, valamint az előválogatóknak helyszínt biztosító vendéglátó egység vezetője.
Elődöntő
Az elődöntő helyszínét az előkelő új szálloda, a Buddha-Bar Hotel Budapest adta. A 60 versenyző közül a zsűri választott ki 23 továbbjutót, egy további versenyző pedig a közönség szavazatai alapján juthatott be a 24-es döntőbe.
Amint kialakult a végleges, 24-es mezőny, a döntősök beköltöztek a Griff Hotelben tartott, 8 napos felkészítőtáborba. Az alapos felkészítés után az útjuk egyenes a Corinthia Hotel Budapestben megrendezett döntőre vezetett.
Döntő
A 2013. évi verseny döntőjét Budapesten rendezték meg, a Corinthia Grand Hotelben.
A döntő lebonyolítása is rendhagyó volt, mivel a szervezők a 24 versenyzőt először mutatták meg estélyi ruhában. A lányok Markó Róbert koreográfiáját követve vonultak átöltözni az utcai ruhás körhöz, majd ezután következett a fürdőruhás bevonulás. A zsűri ezek után választott ki 12 továbbjutót, akik ismét estélyiben mutathatták meg magukat a közönségnek és a zsűrinek.
| Dátum               | Helyszín                        | Résztvevők száma | Győztes        | 2. helyezett | 3. helyezett     |
| ------------------- | ------------------------------- | ---------------- | -------------- | ------------ | ---------------- |
| 2013. augusztus 31. | Corinthia Grand Hotel, Budapest |                  | Ötvös Brigitta | Lukács Réka  | Lugosi Alexandra |

Versenyzők: Bányai Sári, Bilácz Boglárka, Csernijenko Patrícia, Dudik Szonja, Gábor Ingrid, Gyárfás Patrícia, Hema Miriam, Horváth Gréta, Kármán Dalma, Kilián Cintia, Kopasz Leonóra, Ludman Emese, Lukács Adrienn, Lukács Réka, Lugosi Alexandra, Makk Andrea, Mihájlovics Heléna, Oláh Zita, Ötvös Brigitta, Pótári Laura, Schvarcz Réka, Tersach Vivien, Tóth Anita, Várhalmi Nóra
Zsűri: dr. Gáll Szabolcs nemzetközi jogász, a zsűri elnöke, Kozma Klaudia szépségkirálynő, Fábián Éva sminkes, Borzi Vivien fotós, Nagy Márton stylist, Halász Éva ruhatervező, Deutsch Anita színésznő, Béres Anett, dr. Márton Beatrix modell ügynökség tulajdonos, Németh Dorottya fitneszvilágbajnok, dr. Kárász Tamás plasztikai sebész, Ligetvári Zsolt mesterfodrász, Arik Herman gyémántkereskedő, Thomas Fischer a Corinthia Hotel Budapest igazgatója
Különdíjak:
- Miss Talent: Gábor Ingrid
- A legkreatívabb versenyző: Horváth Gréta
- Miss Bikini: Schvarcz Réka
- Miss Net Category: Tóth Anita
- Közönségdíj: Ötvös Brigitta

Műsorvezetők: Szunai Linda, Tokár Tamás
Fellépő művészek: Rippel testvérek, Bencsik Tamara, (Németh Dorottya sérülés miatt végül nem lépett fel.)

#### A nemzetközi versenyen
A Miss International 2013 döntőt december 17-én rendezték meg Japánban, a Shinagawa Prince Hotelben Tokióban. Ötvös Brigitta december 5-én utazott Japánba, hogy részt vegyen a szokásosnál ezúttal rövidebb nemzetközi eseményen. A háromfős stáb december 13-án követte a magyar versenyzőt.
A Miss International Hungary 2013 szépségversenyt és Ötvös Brigittát már a kezdetektől szokatlanul nagy nemzetközi érdeklődés övezte. Több nagy nemzetközi szépségversenyekre szakosodott portál érdeklődött a rendezvény lebonyolítása és a szépségkirálynő iránt. Ennek egyik oka, hogy a Miss International Beauty Pageant nemzetközi döntőjére – annak ellenére, hogy a világon a harmadik legnagyobb szépségverseny – általában a Miss Universe nemzeti döntőjének udvarhölgyeit küldik. Ez alól a világon öt ország kivétel, köztük Magyarország.
Ennek megfelelően a magyar küldöttséget örömmel és szeretettel fogadták, Brigi szereplését pedig nagy várakozás övezte. Az esemény jelentőségét jól mutatja, hogy a zsűriben nagykövetek, operaénekesek mellett Abe Shinzó miniszterelnök felesége foglalt helyet, aki egyben az elnöki tisztet is ellátta. A Shinagawa Prince luxusszálloda ötödik emeletén található 1.500 fős konferenciateremben Ötvös Brigitta telt ház előtt a legjobb öt között végzett. Magyar versenyző korábban soha nem ért még el ilyen eredményt a négy legnagyobb szépségverseny egyikén.
Az eredmény súlyát jelzi, hogy ennek következtében Magyarország 7 helyet javított a négy nagy szépségversenyen elért eredmények alapján jegyzett örökranglistán.

## Videók
- Videó a Miss International Hungary 2012 szépségverseny döntőjéről. missinternational.hu, 2012 [last update]. [2016. március 4-i dátummal az eredetiből archiválva]. (Hozzáférés: 2012. október 22.)
- Videó a Miss International Hungary 2013 szépségverseny döntőjéről.
- Összefoglaló videó a Miss International Hungary 2013 szépségverseny 4 hónapig tartó rendezvénysorozatáról.
- TV2 Tények Interjú Ötvös Brigittával a japán döntő után.

## Külső hivatkozások
- Miss International Hungary hivatalos honlap
- Miss International hivatalos honlap
- GlobalBeauties.com
- Pageantopolis.com
- Grandslampageants.com
- CriticalBeauty.com